# David Burger
David Reinhold Burger (* 14. September 2005) ist ein österreichischer Fußballspieler.

## Karriere
Burger begann seine Karriere beim Ilzer SV. Zur Saison 2017/18 wechselte er in die Jugend des SK Sturm Graz, bei dem er dann ab der Saison 2019/20 auch alle Altersstufen in der Akademie durchlief. 2019 legte er aber seinen Spielerpass zurück nach Ilz, wo er dann in der Saison 2022/23 zweimal für die Reserve in der siebthöchsten Spielklasse zum Einsatz kam.
Zur Saison 2023/24 wurde er wieder bei Sturm gemeldet. Im August 2023 debütierte Burger dann für die zweite Mannschaft von Sturm in der 2. Liga, als er am vierten Spieltag der Saison 2023/24 gegen den Grazer AK in der 72. Minute für Leon Grube eingewechselt wurde.